# Archizoom

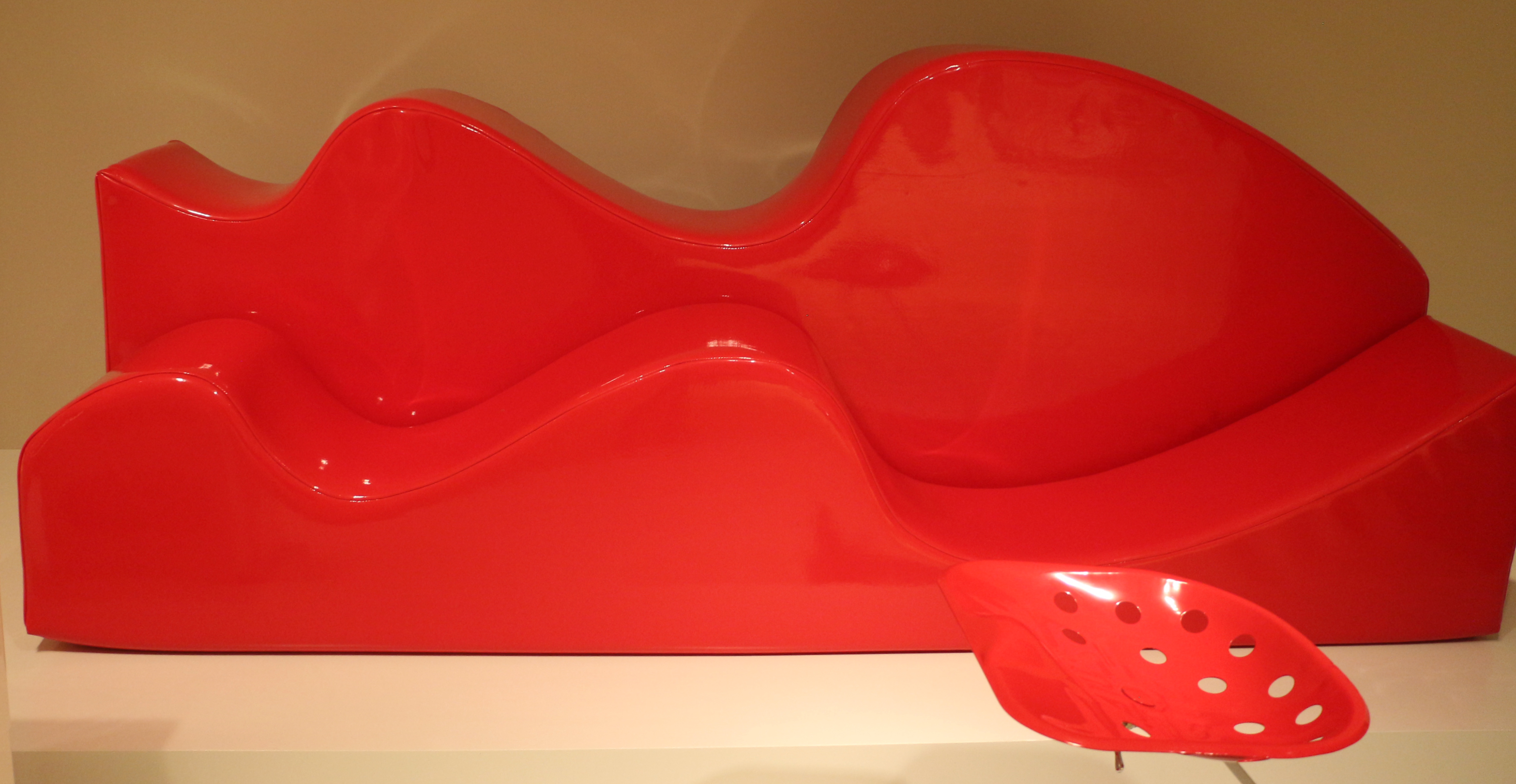
Archizoom for Poltronova, Sofa Superonda, 1967

Archizoom fue un grupo arquitectónico italiano desarrollado entre los años 1960 y 1970. Enmarcado en el antidiseño, se fundó en Florencia en 1966, en paralelo al grupo Superstudio. Debía su nombre a un explícito homenaje al grupo inglés Archigram, y estaba compuesto por los arquitectos Andrea Branzi, Gilberto Corretti, Paolo Deganello y Massimo Morozzi, y los diseñadores Dario Bartolini y Lucia Bartolini. 
Opuesto al racionalismo y a la primacía del diseño sobre la función social y cultural de la arquitectura, el antidiseño puso énfasis en el estudio de las necesidades de los individuos por sobre cualquier otra consideración. Inspirados en el Art Nouveau, el art déco, el pop-art y el arte kitsch, realizaron una serie de diseños de tono irreverente que cuestionaban la funcionalidad y buen gusto del diseño anterior (como la Silla Mies, de 1969, o la banqueta modular Supernova, de 1966). También concibieron proyectos de ciudades utópicas del futuro, donde la tecnología liberaría al ser humano del trabajo manual.